# John Wodehouse, 3. Earl of Kimberley
John Wodehouse, 3. Earl of Kimberley, CBE, MC (* 11. November 1883 in Witton, Norfolk; † 16. April 1941 in London) war ein britischer Peer, Politiker der Liberal Party und Polospieler.

## Leben
Er war der älteste Sohn von John Wodehouse, 2. Earl of Kimberley und Enkel des einstigen britischen Außenministers John Wodehouse, 1. Earl of Kimberley. Nach dem Studium am Eton College und an der Trinity Hall der University of Cambridge war er von 1906 bis 1910 Abgeordneter im House of Commons und vertrat den Wahlkreis Mid Norfolk.
Wodehouse war Mitglied des exklusiven Hurlingham Club und spielte Polo. Bei den Olympischen Spielen 1908 in London gewann er mit dem Hurlingham-Team die Silbermedaille. Von 1914 bis 1918 diente er an der Westfront des Ersten Weltkriegs als Captain der 16th Lancers. Er wurde mit dem Military Cross und dem Croix de guerre ausgezeichnet.
Nach Kriegsende war Wodehouse Assistenz-Privatsekretär von Kolonialminister Winston Churchill. Bei den Olympischen Spielen 1920 in Antwerpen nahm er für Großbritannien am Poloturnier teil und wurde Olympiasieger. Beim Tod seines Vaters 1932 erbte er dessen Titel Earl of Kimberley und den damit verbundenen Sitz im House of Lords. Während eines Besuchs in London kam er bei einem deutschen Luftangriff ums Leben.